# The Wild and the Brave
Pour plus de détails, voir Fiche technique et Distribution.
The Wild and the Brave est un film américain réalisé par Eugene S. Jones, sorti en 1974.

## Synopsis
Le film décrit les relations entre Iain Ross, le gardien en chef britannique du parc national Kidepo Valley qui quitte son poste et son remplaçant ougandais Paul Ssali.

## Fiche technique
- Titre : The Wild and the Brave
- Autre titre : Two Men of Karamoja
- Réalisation : Eugene S. Jones
- Musique : Charles Randolph Grean
- Photographie : Tony Mander
- Montage : Stephen Milne
- Production : Eugene S. Jones et Natalie R. Jones
- Société de production : ESJ Productions et Jones/Howard
- Pays :  États-Unis
- Genre : Documentaire
- Durée : 102 minutes
- Dates de sortie : 
  -  États-Unis : 15 mai 1974

## Distinctions
Le film a été nommé à l'Oscar du meilleur film documentaire.